# Luis García Uribe
Luis García Uribe (Ica, Provincia de Ica, Perú,  5 de junio de 1988) es un futbolista peruano que juega de centrocampista en Deportivo Coopsol de la Liga 2 del Perú.

## Trayectoria
En el año 2010 jugó por el León de Huánuco club en el que pudo destacar, sin embargo, fue parte de la campaña del León con el cual salió subcampeón, jugando 10 partidos y clasificando a la Copa Libertadores 2011. Al año siguiente jugó la Copa Libertadores 2011 con el Jorge Wilstermann de Bolivia donde fue la manija y destacó en los 6 partidos de la primera ronda. Volvió a Perú para jugar la Copa Sudamericana 2012 además del campeonato local donde jugó 25 partidos y anotó 2 goles por Unión Comercio.
Luego de su gran temporada en Unión Comercio, en 2014 llegó a Universitario de Deportes para afrontar el torneo local y la Copa Libertadores 2014. SIn embargo, no gozó de la continuidad deseada debido a constantes lesiones. Tras esto la temporada siguiente fichÓ por Deportivo Municipal donde disputó dos buenas temporadas en el 2015 donde clasificó a la Copa Sudamericana 2016 y en el 2016 clasificó a la Copa Libertadores 2017 (no llegó a jugarla), en ambas su club quedó eliminado en primera fase.
En el año 2017 llegó a un acuerdo con Melgar y con ellos jugó la Copa Libertadores 2017 donde logró anotar el gol de la victoria 1-0 ante Emelec, finalmente fueron eliminados últimos en la fase de grupos, por el torneo local finalizaron en el tercer puesto y clasificó a la Fase 2 de la Copa Libertadores 2018, sin embargo en 2018 llegó a Real Garcilaso subcampeón de la temporada pasada teniendo pase directo a la fase grupos, este acabó último y eliminado en la fase de grupos, tras jugar pocos partidos decidió cambiar de aires y en agosto de 2018 llegó a Sport Huancayo sin embargo no logró ser titular. En e año 2019 se convirtió en nuevo jugador de Cienciano siendo su primera participación en la Liga 2 y con el objetivo de lograr el ascenso.

## Selección nacional
Ha sido internacional con la selección de fútbol del Perú en 2 ocasiones. Debutó el 17 de febrero de 2013, en un encuentro amistoso ante la selección de México que finalizó con marcador de 0-0.

## Clubes y estadísticas
| Club                              | Temporada           | Liga | Liga | Copas Nacionales * | Copas Nacionales * | Copas Internacionales ** | Copas Internacionales ** | Total | Total |
| Club                              | Temporada           | PJ   | G    | PJ                 | G                  | PJ                       | G                        | PJ    | G     |
| --------------------------------- | ------------------- | ---- | ---- | ------------------ | ------------------ | ------------------------ | ------------------------ | ----- | ----- |
| F. B. C. Melgar · Perú            | 2008                | 3    | 0    | 0                  | 0                  | 0                        | 0                        | 3     | 0     |
| F. B. C. Melgar · Perú            | Total               | 3    | 0    | 0                  | 0                  | 0                        | 0                        | 3     | 0     |
| Universidad de San Martín · Perú  | 2009                | 11   | 0    | 0                  | 0                  | 0                        | 0                        | 11    | 0     |
| Universidad de San Martín · Perú  | Total               | 11   | 0    | 0                  | 0                  | 0                        | 0                        | 11    | 0     |
| León de Huánuco · Perú            | 2010                | 10   | 0    | 0                  | 0                  | 0                        | 0                        | 10    | 0     |
| León de Huánuco · Perú            | Total               | 10   | 0    | 0                  | 0                  | 0                        | 0                        | 10    | 0     |
| Jorge Wilstermann · Bolivia       | 2011                | 0    | 0    | 0                  | 0                  | 6                        | 0                        | 6     | 0     |
| Jorge Wilstermann · Bolivia       | Total               | 0    | 0    | 0                  | 0                  | 6                        | 0                        | 6     | 0     |
| Club Blooming · Bolivia           | 2011-12             | 10   | 0    | 0                  | 0                  | 0                        | 0                        | 10    | 0     |
| Club Blooming · Bolivia           | Total               | 10   | 0    | 0                  | 0                  | 0                        | 0                        | 10    | 0     |
| Unión Comercio · Perú             | 2012                | 25   | 2    | 0                  | 0                  | 0                        | 0                        | 25    | 2     |
| Unión Comercio · Perú             | 2013                | 37   | 1    | 0                  | 0                  | 0                        | 0                        | 37    | 1     |
| Unión Comercio · Perú             | Total               | 62   | 3    | 0                  | 0                  | 0                        | 0                        | 62    | 3     |
| Universitario de Deportes · Perú  | 2014                | 3    | 0    | 4                  | 0                  | 2                        | 0                        | 9     | 0     |
| Universitario de Deportes · Perú  | Total               | 3    | 0    | 4                  | 0                  | 2                        | 0                        | 9     | 0     |
| Deportivo Municipal · Perú        | 2015                | 25   | 3    | 8                  | 1                  | 0                        | 0                        | 33    | 4     |
| Deportivo Municipal · Perú        | 2016                | 40   | 3    | 0                  | 0                  | 2                        | 0                        | 42    | 3     |
| Deportivo Municipal · Perú        | Total               | 65   | 6    | 8                  | 1                  | 2                        | 0                        | 75    | 7     |
| F. B. C. Melgar · Perú            | 2017                | 30   | 4    | 0                  | 0                  | 4                        | 1                        | 34    | 5     |
| F. B. C. Melgar · Perú            | Total               | 30   | 4    | 0                  | 0                  | 4                        | 1                        | 34    | 5     |
| Real Garcilaso · Perú             |                     |      |      |                    |                    |                          |                          |       |       |
| 2018                              | 16                  | 1    | 0    | 0                  | 4                  | 0                        | 20                       | 1     |       |
| Total                             | 16                  | 1    | 0    | 0                  | 4                  | 0                        | 20                       | 1     |       |
| Sport Huancayo · Perú             | 2018                | 5    | 0    | 0                  | 0                  | 0                        | 0                        | 5     | 0     |
| Sport Huancayo · Perú             | Total               | 5    | 0    | 0                  | 0                  | 0                        | 0                        | 5     | 0     |
| Cienciano · Perú                  | 2019                | 18   | 5    | 3                  | 0                  | 0                        | 0                        | 21    | 5     |
| Cienciano · Perú                  | 2020                | 24   | 6    | 0                  | 0                  | 0                        | 0                        | 24    | 6     |
| Cienciano · Perú                  | Total               | 42   | 11   | 3                  | 0                  | 0                        | 0                        | 45    | 11    |
| Carlos A. Mannucci · Perú         | 2021                | 16   | 0    | 0                  | 0                  | 2                        | 0                        | 18    | 0     |
| Carlos A. Mannucci · Perú         | Total               | 16   | 0    | 0                  | 0                  | 2                        | 0                        | 18    | 0     |
| Univ. Técnica de Cajamarca · Perú | 2022                | 21   | 2    | 0                  | 0                  | 0                        | 0                        | 21    | 2     |
| Univ. Técnica de Cajamarca · Perú | Total               | 21   | 2    | 0                  | 0                  | 0                        | 0                        | 21    | 2     |
| Deportivo Llacuabamba · Perú      | 2023                | 23   | 6    | 0                  | 0                  | 0                        | 0                        | 23    | 6     |
| Deportivo Llacuabamba · Perú      | Total               | 23   | 6    | 0                  | 0                  | 0                        | 0                        | 23    | 6     |
| Deportivo Coopsol · Perú          | 2024                | 21   | 2    | 0                  | 0                  | 0                        | 0                        | 21    | 2     |
| Deportivo Coopsol · Perú          | Total               | 21   | 2    | 0                  | 0                  | 0                        | 0                        | 21    | 2     |
| Total en su carrera               | Total en su carrera | 338  | 35   | 15                 | 1                  | 20                       | 1                        | 373   | 37    |

- (*) Torneo del Inca y Copa Bicentenario.
- (**) Copa Libertadores de América y Copa Sudamericana.

## Palmarés

### Títulos nacionales
| Título           | Club            | País | Año  |
| ---------------- | --------------- | ---- | ---- |
| Torneo de Verano | F. B. C. Melgar | Perú | 2017 |
| Liga 2           | Cienciano       | Perú | 2019 |

### Distinciones individuales
| Distinción                             | Año  |
| -------------------------------------- | ---- |
| Mejor once de la Liga 2 según la SAFAP | 2019 |